# Taft (Eastern Samar)
Taft ist eine philippinische Stadtgemeinde in der Provinz Eastern Samar. Sie hat 18.915 Einwohner (Zensus 1. August 2015). Die Stadtgemeinde wurde nach dem Präsidenten der Vereinigten Staaten William Howard Taft benannt.

## Baranggays
Taft ist politisch in 24 Baranggays unterteilt.
| - Batiawan - Beto - Binaloan - Bongdo - Dacul - Danao - Del Remedios - Gayam - Lomatud (Burak) - Mabuhay - Malinao - Mantang | - Nato - Pangabutan - Poblacion Barangay 1 - Poblacion Barangay 2 - Poblacion Barangay 3 - Poblacion Barangay 4 - Poblacion Barangay 5 - Poblacion Barangay 6 (Bliss) - Polangi - San Luis - San Pablo - San Rafael |

## Persönlichkeiten
- Angel Hobayan (1929–2023), römisch-katholischer Geistlicher, Bischof von Catarman